# Парпан Василь Іванович
Парпан Василь Іванович (6 січня 1945, с. Долиняни, Україна — 19 грудня 2022) — український лісівник, доктор біологічних наук, професор, завідувач кафедри біології та екології Прикарпатського національного університету імені Василя Стефаника, директор Українського науково-дослідного інституту гірського лісівництва імені П. С. Пастернака. Академік Лісівничої академії наук України (ЛАНУ), керівник Західного відділення.

## Біографія
Василь Іванович народився 6 січня 1945 року в селі Долиняни Рогатинського району Івано-Франківської області України. В 1967 році закінчив з відзнакою Львівський лісотехнічний інститут (тепер — Національний лісотехнічний університет України, Львів). Спеціальність за дипломом про вишу освіту — «Лісове господарство», кваліфікація — «Інженер лісового господарства».
Трудову діяльність розпочав у 1967 році інженером, пізніше старшим інженером у Вознесенському держлісгоспі (Миколаївський облупрлісгоспзаг). З 1969 року працював у Карпатському філіалі Український науково-дослідний інститут лісового господарства та агролісомеліорації імені Г. М. Висоцького (УкрНДІЛГА) молодшим науковим, а згодом — старшим науковим співробітником, завідувачем лабораторії лісівництва, заступником директора, директором Українського науково-дослідного інституту гірського лісівництва імені П. С. Пастернака і завідувачем лабораторії лісознавства та лісівництва. У 1977 році захистив кандидатську дисертацію на тему «Опад, лісова підстилка і кругообіг хімічних елементів у культурних лісових біогеоценоза Малого Полісся УРСР» і здобув учений ступінь кандидата біологічних наук за спеціальністю «біогеоценологія і екологія». Доктор біологічних наук з 1994 року за спеціальністю 03.00.16 — екологія. Дисертація на тему «Структура, динаміка, екологічні основи раціонального використання букових лісів Карпатського регіону України» захищена у Дніпропетровському державному університеті. Вчене звання професора присвоєно у 2001 році по кафедрі біоекології Прикарпатського національного університету імені В. Стефаника.
З 1998 року професор Парпан В. І. за сумісництвом працював завідувачем кафедри біоекології Прикарпатського національного університету імені Василя Стефаника. Підготовку фахівців здійснював за напрямком «Біоекологія», викладаючи навчальні дисципліни: «Лісознавство», «Фітоценологія», «Геоботаніка», «Популяційна екологія». Фахівець у галузі екології, фітоценології, геоботаніки, дендрології, популяційної біології, охорони і раціонального використання природних ресурсів. Науково-педагогічний стаж роботи становить понад 40 років. Професор Парпан В. І. здійснював керівництво аспірантурою та докторантурою з 1994 року. Під його керівництвом захищено 14 кандидатських і 2 докторські дисертації.
Парпан Василь Іванович був дійсним членом Української екологічної академії наук. Член спеціалізованих вчених рад із захисту кандидатських і докторських дисертацій в Інституті агроекології і економіки природокористування НААН України (Київ) і Національному лісотехнічному університеті України (Львів).

## Наукові праці
Науковий доробок професора Парпана становить понад 220 наукових, понад 70 науково-популярних статей, близько 10 навчально-методичних робіт. Серед яких:
- Парпан В. І. Екологічна лісова комп'ютерна модель Forkome / В. І. Парпан, І. Козак. — Івано-Франківськ: ЦІТ ПНУ, 2006. — 206 с.
- Генетико-селекційні та насінницькі об'єкти в лісах Буковини / Р. М. Яцик, В. Д. Воробчук, В. І. Парпан та ін. — Тернопіль: Підручники і посібники, 2008. — 288 с.
- Порадник Карпатського лісівника // Особливості рубок догляду в гірських лісах Карпат / [Парпан В. І., Чернявський М. В., Гудима В. Д., Попадюк В. Д.]. — Івано-Франківськ: Фоліант, 2008 — С. 134—149.
- Парпан В. І., Кокар Н. В. Морфологія рослин / Навчальний посібник. — Івано-Франківськ: Прикарпатський національний університет імені В. Стефаника, 2010. — 332 с.
- Парпан В. І., Козак І. І. Екологічне моделювання із застосуванням програми STELLA: Навчальний посібник. — Івано-Франківськ: Плай, 2009. — 189 с.
- Парпан В. І. Проблеми оптимізації управління лісовими екосистемами в гірських умовах Українських Карпат // [Парпан В. І., Шпарик Ю. С., Парпан Т. В.] Науковий вісник Національного лісотехнічного університету України: збірник науково-технічних праць. — Львів: РВВ НЛТУ України. — 2011. — Випуск 21.16.

## Нагороди
За високі досягнення на науково-педагогічній ниві професор Парпан В. І. відзначений багатьма галузевими нагородами, серед яких почесне звання «Заслужений лісівник України» у 2008 році.